# Intendencia de Puebla
La intendencia de Puebla de los Ángeles fue una entidad territorial creada en 1786 por mandato de la Real Ordenanza de Intendentes, promulgada en Madrid (España) durante el gobierno de Carlos III como parte de las Reformas borbónicas. El primer intendente de Puebla fue Manuel de Flon, quien llegó a la ciudad de Puebla el 14 de mayo de 1786.

## Territorio
El territorio de la intendencia de Puebla comprende aproximadamente la superficie del estado mexicano del mismo nombre, más algunas porciones que le fueron segregadas durante la vida independiente de México para cederlas a Guerrero, Veracruz y Morelos (este último hasta su creación 1857). El territorio de Puebla se extendía de la costa del golfo de México a la costa del océano Pacífico y su capital era la ciudad de Puebla. La intendencia de Puebla comprendía dos gobernaciones, Puebla y Tlaxcala, así como dieciséis alcaldías. Tlaxcala se alzaría con la independencia de Puebla en 1793, mediante la Real Orden de 2 de marzo.

## Después de la independencia de México
Durante el Primer Imperio Mexicano las antiguas intendencias se constituyeron en provincias del imperio. En 1823, después de la instauración de la república, Puebla se erigió en estado libre, y se le reconoció el territorio que correspondió a la intendencia del mismo nombre. Al mismo tiempo, reclamaba la integración de Tlaxcala a su dominio, pero la Federación resolvió que Tlaxcala tendría categoría de territorio federal.